# Петровка (Липовецкий район)

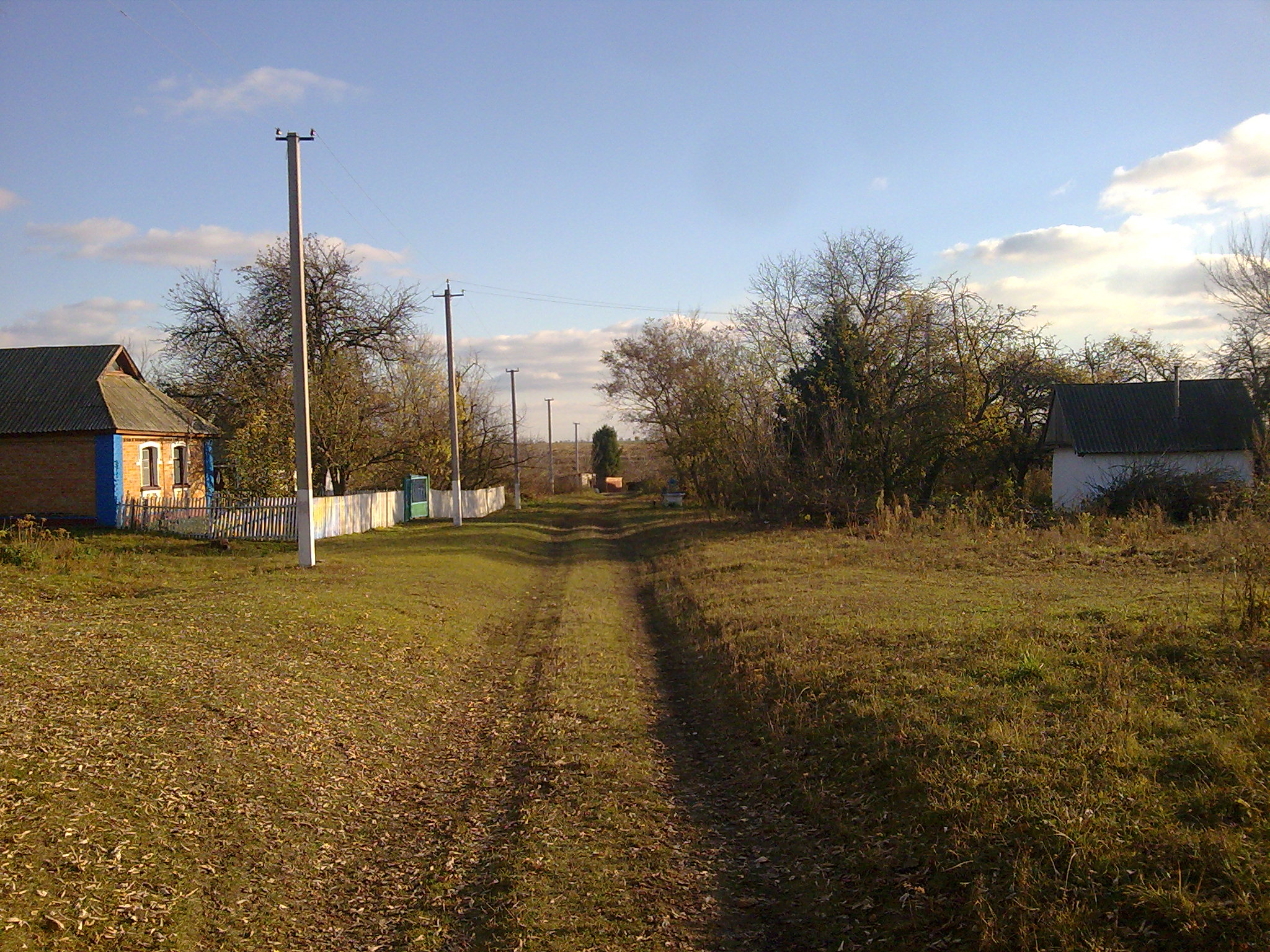
Улица села

Петровка (укр. Петрівка) — село на Украине, находится в Липовецком районе Винницкой области.
Код КОАТУУ — 0522282802. Население по переписи 2001 года составляет 108 человек. Почтовый индекс — 22510. Телефонный код — 4358.
Занимает площадь 0,66 км².

## Адрес местного совета
22510, Винницкая область, Липовецкий р-н, с. Константиновка, ул. Ленина, 34